# چغندر (گیاه)
چغندر (گیاه) (نام علمی: Beta vulgaris) نام یک گونه از تیره تاج‌خروسیان است.